# 新庄 (嘉義縣朴子市)
新庄，是臺灣嘉義縣朴子市的一個傳統地域名稱，位於該市東南部。相較於今日行政區，其範圍大致包括新庄里、佳禾里東南部、梅華里東部、德家里東部凸出部分的大部地區，以及鹿草鄉豊稠村中部瓶頸地帶的西北端。

## 歷史
台灣日治初期，新庄地區為一街庄（舊制街庄），稱為「新庄」，隸屬於大坵田西堡。該庄昔日北邊西段與下竹圍庄為鄰，北邊東段及東北邊與馬稠後庄為鄰，東與鹿仔草庄、海豐庄為鄰，南邊為後庄仔庄、龜佛山庄、牛挑灣庄，西邊為吳竹仔腳庄、鴨母藔庄。
1901年（日治明治三十四年）11月11日，全台設置二十廳，該庄隸屬於嘉義廳。1904年（明治三十七年）2月20日，該庄編入「鴨母藔區」，隸屬於嘉義廳。1905年（明治三十八年）7月1日，該庄改編入「樸仔腳區」，仍隸屬於嘉義廳。1909年（明治四十二年）10月25日，全台整併二十廳為十二廳，該庄仍隸屬於嘉義廳。1910年（明治四十三年）1月18日，各區管轄區域調整，該庄仍隸屬於嘉義廳的「樸仔腳區」。1920年（大正九年）10月1日，全台廢十二廳改設五州二廳，該庄改制為「新庄」大字，隸屬於臺南州東石郡朴子街（新制街庄）。
戰後朴子街改制為朴子鎮，隸屬於臺南縣，大字亦改制為里。1950年（民國39年）10月25日，雲、嘉、南分治，朴子鎮改隸屬於嘉義縣。1992年（民國81年）9月10日，朴子鎮升格為縣轄市朴子市。

## 聚落
本地區發展較早的聚落有港仔墘、新庄、新竹圍等，在日治期初期的官方地圖上已有記載。

## 交通
縣道167號是朴子至麻魚寮（實際終點為後潭）的道路，經過本地區北部凸出部分的東北側邊界東部凸出部分的東北端。由該道路（大方向）西行可前往朴子市區，並止於縣道157號、縣道168號共線路口，東行可前往鹿草鄉、太保市的後潭，並止於縣道168號路口。
鄉道嘉16線是崁後至馬稠後的道路，橫貫本地區中部各聚落。
鄉道嘉16-1線是吳竹仔腳至港仔墘的道路，其東側端點（終點）位於本地區西部中央的鄉道嘉16線路口。
鄉道嘉36線是牛挑灣至鹿草的道路，經過本地區南部凸出部分。

## 政府機關
- 法務部矯正署嘉義看守所（東半部位於鹿草地區境內）